# Tricia O’Kelley
Tricia O’Kelley (* 1968) ist eine US-amerikanische Schauspielerin.

## Leben
O’Kelley wurde in Melrose, Massachusetts, geboren und wuchs in La Grange, Illinois, auf. Sie absolvierte die University of Wisconsin–Madison.
O’Kelley begann ihre Schauspielkarriere in der Werbung. In den 1990er Jahren gründete sie in Chicago ein Förderzentrum für angehende Schauspieler, das Workshops, Karriereberatungen und Seminare anbot. Ende der 1990er Jahre begann sie ihre Fernsehkarriere, unter anderem mit Gastrollen in Frasier, Alle lieben Raymond, Two and a Half Men, CSI: Den Tätern auf der Spur, Malcolm mittendrin und Hauptrollen in den kurzlebigen Serien Emeril und Das war damals. Außerdem hatte sie eine wiederkehrende Rolle in der WB-Familiendramaserie Gilmore Girls, in der sie von 2003 bis 2004 Lukes Freundin und „Kurzzeit-Ehefrau“ Nicole Leahy verkörperte.
O’Kelley ist vor allem für ihre Darstellung der Marly Ehrhardt in der CBS-Sitcom The New Adventures of Old Christine von 2006 bis 2010 bekannt. Im Jahr 2009 spielte sie außerdem die Hauptrolle und war ausführende Produzentin des Independent-Films Weather Girl.